# كريستوفر ماك كويري
كريستوفر ماك كويري (بالإنجليزية: Christopher McQuarrie)‏ مخرج ومنتج وكاتب سيناريو أمريكي ولد في (12 يونيو 1968 برينستون مفرق - نيو جيرسي - الولايات المتحدة الأمريكية).

## حياته
اشتهر كريستوفر بكتابته لسيناريو فيلم (المشتبه بهم المعتادون) الذي حاز عنه على جائزة الأوسكار في فئة أفضل سيناريو أصلي عام 1996.

بالإضافة إلى ذلك قام بكتابة أفلام شهيرة آخرى(فالكيري - الطريق من بندقية) الذي قام بإخراجه أيضا.

لكن رصيده السينمائي كمخرج لازال قليلاً للغاية ولم يتجاوز الفيلمين حتى الآن، من ضمنهم فيلم جاك ريتشر الذي قام ببطولته توم كروز.

## روابط خارجية
- كريستوفر ماك كويري على موقع IMDb (الإنجليزية)
- كريستوفر ماك كويري على موقع روتن توميتوز (الإنجليزية)
- كريستوفر ماك كويري على موقع مونزينجر (الألمانية)
- كريستوفر ماك كويري على موقع ألو سيني (الفرنسية)
- كريستوفر ماك كويري على موقع تيرنر كلاسيك موفيز (الإنجليزية)
- كريستوفر ماك كويري على موقع أول موفي (الإنجليزية)
- كريستوفر ماك كويري على موقع بوكس أوفيس موجو (الإنجليزية)
- كريستوفر ماك كويري على موقع قاعدة بيانات الأفلام السويدية (السويدية)
- كريستوفر ماك كويري على موقع قاعدة بيانات الفيلم (الإنجليزية)
- كريستوفر ماك كويري على موقع ليتربوكسد (الإنجليزية)